# 척수신경 앞가지
앞가지(ventral ramus, 복수형 rami, 라틴어로 가지), 또는 배쪽 가지는 척수신경의 앞쪽 갈래이다. 척수신경 앞가지는 주로 몸통과 팔다리의 앞가측 부분에 분포하며, 뒤가지(dorsal rami)보다 보통 크기가 크다.

## 구조
척수신경이 척추사이구멍(intervertebral foramen)을 빠져나온 직후 척수신경은 앞가지, 뒤가지, 교통가지(ramus communicans)로 갈라진다. 이 세 가지들은 모두 감각신경과 운동신경 정보 양쪽을 전달한다. 각 척수신경은 날신경섬유(efferent nerve fiber)와 들신경섬유(afferent nerve fiber)를 통해, 궁극적으로는 이마엽(frontal lobe)의 운동겉질(motor cortex)에서 마루엽(parietal lobe)의 몸감각겉질(somatosensory cortex)까지 감각과 운동 정보를 전달한다. 이 전달 과정은 반사(reflex)에 의해 일어날 수도 있다. 척수신경은 "혼합신경(mixed nerves)"으로도 불린다.

### 신경얼기
가슴 영역에서 척수신경 앞가지들은 서로 별개의 신경가지로 존재하며, 각각의 가지들은 가슴, 갈비뼈, 배벽(abdominal wall)을 따라 근육과 피부의 좁고 긴 영역에 분포한다. 이러한 가지들은 갈비사이신경(intercostal nerves)이라고 한다. 가슴 이외의 영역에서 앞가지들은 서로 섞여서 신경얼기(plexus)라고 불리는 신경 간의 연결을 형성한다. 각 신경얼기에서, 여러 앞가지들에서 온 신경섬유들은 다시 갈라져서 재분배된다. 따라서 신경얼기에서 갈라져 나온 각 신경들에는 여러 서로 다른 척수신경에서 온 섬유들이 섞여 있다. 신경얼기를 형성하면서 가지는 장점으로는 하나의 척수신경 손상만으로는 신체 특정 부위가 마비되지 않는다는 점이 있다.
척수신경 앞가지에 의해 4개의 주요 신경얼기가 형성된다. 목신경얼기(cervical plexus)는 척수신경 C1-C4의 앞가지들을 포함한다. 가로막신경(phrenic nerve)을 포함한 목신경얼기의 가지들은 목의 근육들과 가로막(diaphragm), 목의 피부와 가슴 위쪽에 분포한다. 팔신경얼기(brachial plexus)는 척수신경 C5-T1의 앞가지들을 포함한다. 팔신경얼기는 팔이음부위(견갑대, shoulder girdle)와 상지에 분포한다. 허리신경얼기는 척수신경 L1-L4의 앞가지들을, 엉치신경얼기(sacral plexus)는 척수신경 L4-S4의 앞가지들을 포함한다. 이 두 신경얼기는 다리이음부위(하지대, pelvic girdle)과 하지에 분포한다.
동척추신경(sinuvertebral nerve) 가지를 포함한 앞가지들은 척추뼈 몸통, 척추사이원반 및 인대를 포함하여 돌기사이관절(facet joint) 앞쪽의 구조물들에도 분포하며, 다른 척수신경과 합쳐져 허리엉치신경얼기(lumbosacral plexus)를 형성한다.

## 같이 보기
- 척수신경
- 척수신경 뒤가지
- 신경얼기

## 참고 문헌
이 문서는 현재 퍼블릭 도메인에 속하는 그레이 해부학 제20판(1918) page 925의 내용을 기초로 작성된 글이 포함되어 있습니다.